# تیلرا
تیلرا (انگلیسی: Tilera) شرکت الکترونیک آمریکایی است، که در سال ۲۰۰۴ تأسیس شد.